# Tzimmes

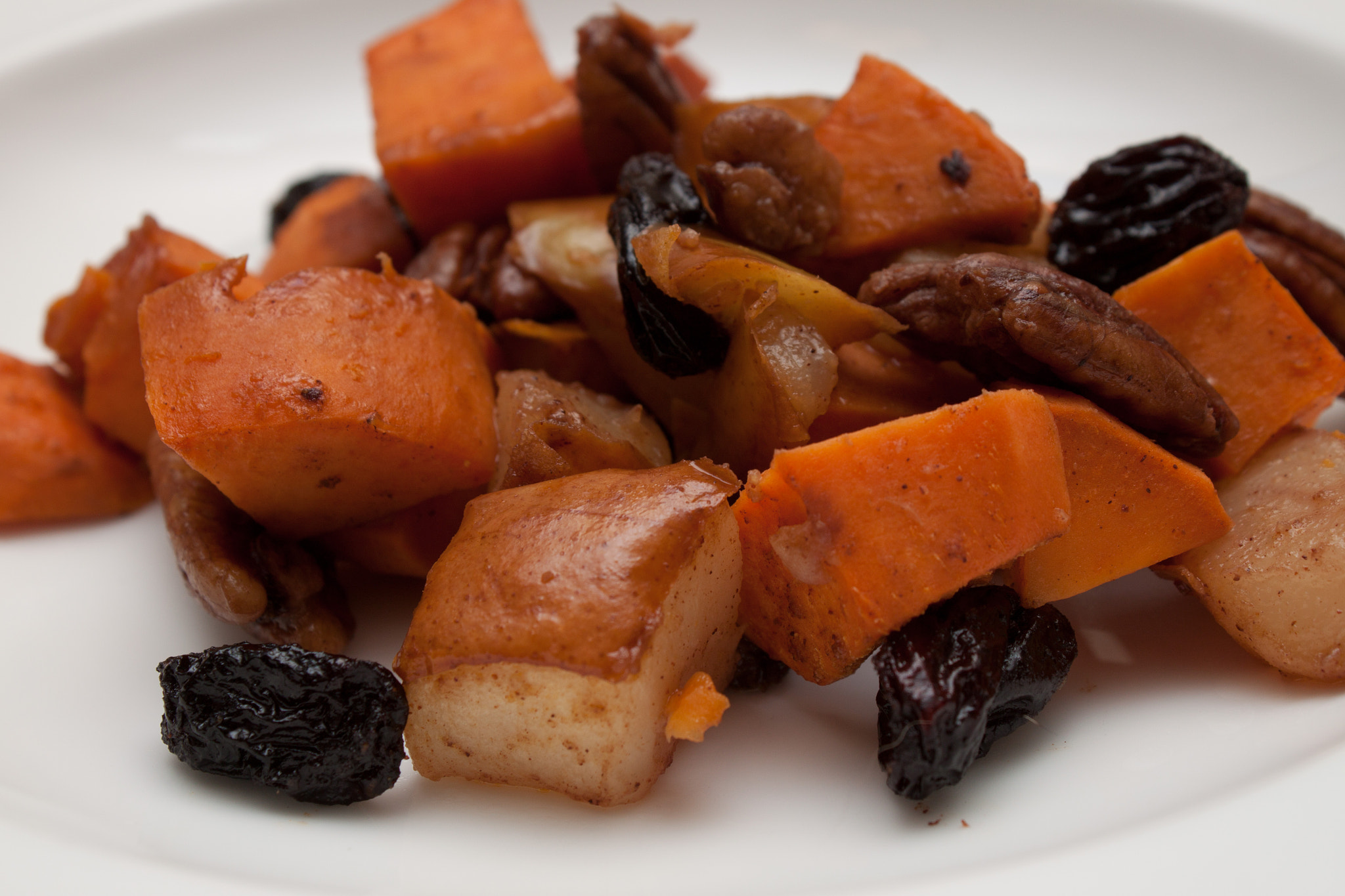
Tzimmes.

Tzimmes, tsimmes (en yidis: צימעס‎, en hebreo: צִימֶס‎) es un guiso tradicional de los judíos asquenazí  típicamente preparado con zanahorias y frutos secos tales como ciruelas o pasas de uva, a menudo combinados con otros vegetales de raíz (incluido ñame).

## Historia
A menudo el tzimmes es parte de la comida de Rosh Hashanah, en la que tradicionalmente se consumen platillos dulces y con miel. Algunos cocineros agregan pedazos de carne (por lo general falda de res o pecho de res). El platillo se cuece muy lentamente a fuego bajo y se saboriza con miel o azúcar y a veces canela u otras especies.
El nombre proviene de las palabras en Yiddish tzim (para) y esn (comer) o del alemán mischen (mezclar). "Hacer un gran tzimmes sobre un tema" es una expresión Yinglish que significa hace un gran alboroto, tal vez en referencia al rebanado, mezclado, y revolver que se realiza para preparar este platillo.